# إيفان كاري
إيفان كاري هو دراج على المضمار كندي، ولد في 29 مارس 1994 في فيكتوريا في كندا.

## وصلات خارجية
- إيفان كاري على موقع أرشيف الدراجات (الإنجليزية)
- إيفان كاري على موقع اللجنة الأولمبية الكندية (الإنجليزية)